# 폴 화이트먼

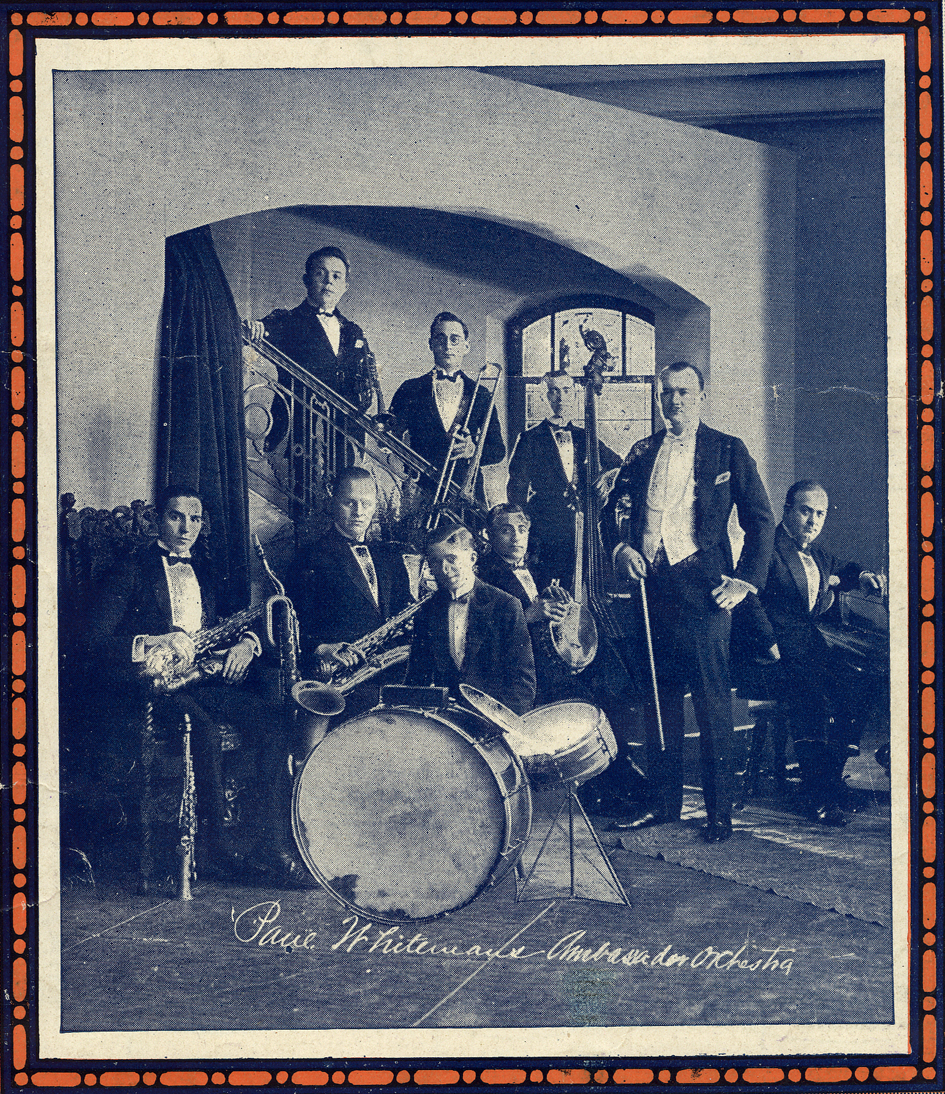
폴 화이트먼과 오케스트라. 오른쪽 피아노 옆에 서있는 사람이 폴 화이트먼이다

폴 화이트먼(Paul Whiteman, 1890년 3월 28일 ~ 1967년 12월 29일)은 미국의 가수이다. 1920년 초에 그의 바이올린을 곁들인 달콤한 댄스 밴드는 당시 선풍적인 인기를 모았으며, 이후 그의 스타일을 모방한 많은 악단이 탄생하였다. 그는 현악을 더한 대편성의 심포닉 재즈를 목표로 하여 1924년에 《랩소디 인 블루》를 연주 · 발표하였고 이의 작곡을 맡은 거슈윈과 함께 당시 악계에 큰 영향을 미쳤다. 1920년 후기에는 충실한 악단으로 빅스 바이더벡, 도시 형제 등 다수의 우수한 재즈 탤런트를 육성하였다. 그 후 1950년대에 악단을 해산하여 줄곧 방송의 음악 디렉터로 활약하였다. 그가 출연한 영화에는 그의 황금시대의 애칭을 딴 《킹 오브 재즈》(1930년) 등이 있다.